# 太行西街街道
太行西街街道，是中华人民共和国山西省长治市潞州区下辖的一个乡镇级行政单位。

## 行政区划
截至2021年，太行西街街道下辖10个社区及2个行政村：
桥北社区、广场西社区、省建巷社区、威远门中路社区、威远门北路社区、太西社区、府秀社区、英雄北路社区、佳美绿州社区、潞才社区、捉马村和屈家庄村。